# Allognathus graellsianus
Allognathus graellsianus és una espècie de mol·lusc gastròpode pulmonat terrestre de la família Helicidae endèmica del vessant nord de la Serra de Tramuntana a l'illa de Mallorca.